# Cheilosia honesta
Cheilosia honesta là một loài ruồi trong họ Ruồi giả ong (Syrphidae). Loài này được Rondani mô tả khoa học đầu tiên năm 1868. Cheilosia honesta phân bố ở vùng Cổ Bắc giới